# Héctor Timerman
Pour les articles homonymes, voir Timerman.
Héctor Timerman, né le 16 décembre 1953 à Buenos Aires (Argentine) et mort le 30 décembre 2018 dans la même ville,est un homme politique argentin, ministre des Affaires étrangères de l'Argentine de 2010 à 2015.

## Biographie
Héctor Timerman est né à Buenos Aires, de Risha (née Mindlin) et Jacobo Timerman. Il est d'origine juive lituanienne.
Il a été nommé rédacteur en chef de La Tarde, l'un des nombreux périodiques appartenant à son père, en 1976, et a dirigé le quotidien en soutien à la dictature nouvellement installée. L'enlèvement de son père le 15 avril 1977 incite cependant Timerman à défendre activement les droits de l'homme. En 1978, il est exilé à New York où il cofonde en 1981 Americas Watch, l'homologue occidental de Helsinki. Il a ensuite siégé au conseil d'administration du Fund for Free Expression, un groupe de défense de la liberté de la presse basé à Londres.